# Half Pipe Coaster
Pour les articles homonymes, voir Half-pipe (homonymie).
Half Pipe Coaster est un modèle de montagnes russes lancées navette du constructeur suisse Intamin. Le premier exemplaire de ce modèle a été construit en 2003 à Särkänniemi, en Finlande. Il en existe sept en fonctionnement actuellement.

## Variantes

### Half Pipe Coaster (30m)
Il existe en trois exemplaires, qui se nomment tous Half Pipe. Ils se situent à Särkänniemi en Finlande, à Elitch Gardens aux États-Unis, et à Chimelong Paradise en Chine. Les passagers sont placés dans un des deux wagons du train qui ressemble à un snowboard géant. Chaque wagon a un cercle qui tourne librement autour duquel huit passagers sont assis. La piste ressemble à un U géant. Les passagers embarquent au fond du U et le train est accéléré grâce à un moteur linéaire à induction et monte des deux côtés de la piste. Dans un tour classique, les passagers font cinq ou six allers et retours.

### Half Pipe Coaster (20m)
Le premier exemplaire de ce modèle a été construit en 2005 sur le toit d'un magasin Don Quijote, à Tokyo, au Japon et il n'a jamais fonctionné. Le magasin est situé dans une zone très peuplée et des habitants des environs se sont plaints du bruit que produiraient des montagnes russes. L'attraction n'a jamais été démontée.

### Autres variantes

#### Surfrider
Cette attraction est située au parc Wet'n'Wild Water World, en Australie. Elle ouvre en 2007. Elle ressemble au modèle Half Pipe Coaster (30 m). Sa hauteur est aussi de 30 mètres, mais les wagons ont six places au lieu de huit.

#### Avatar Airbender
Cette attraction est située au parc Nickelodeon Universe, dans le centre commercial Mall of America, aux États-Unis. Elle est inaugurée le 15 mars 2008. Ce sont des montagnes russes en intérieur et l'attraction reçoit la thématique de la série Avatar, le dernier maître de l'air. Elle a une hauteur de 21 mètres et une vitesse maximale de 48 km/h. Son train est le même que celui de Surfrider.

#### RC Racer
Il existe deux exemplaires de RC Racer. Le premier ouvre le 17 août 2010 au parc Walt Disney Studios et le deuxième est inauguré le 17 novembre 2011 à Hong Kong Disneyland. Ils sont décorés selon le film d'animation Toy Story et le véhicule est une voiture de 20 places. Leur hauteur est de 25 mètres et leur longueur est de 82 mètres.

## Attractions de ce type
| Nom de l'attraction     | Modèle         | Parc                     | Pays            | Années      |
| ----------------------- | -------------- | ------------------------ | --------------- | ----------- |
| Avatar Airbender        | Surfrider 20 M | Nickelodeon Universe     | États-Unis      | 2008        |
| Ipanema Skate Ride      | Surfrider 20 M | Vinpearl Land            | Viêt Nam        | 2020        |
| Half Pipe               | Half Pipe 30 M | Särkänniemi              | Finlande        | 2003 - 2019 |
| Half Pipe               | Half Pipe 30 M | Elitch Gardens           | États-Unis      | 2004        |
| Half Pipe               | Half Pipe 20 M | Don Quijote Tokyo        | Japon           | 2005 - 2018 |
| Half Pipe               | Half Pipe 30 M | Chimelong Paradise       | Chine           | 2006        |
| Mickey’s Halfpipe       | Surfrider      | Nickelodeon Universe     | Chine           | 2023        |
| RC Racer                | RC Racer       | Hong Kong Disneyland     | Chine           | 2011        |
| RC Racer                | RC Racer       | Parc Walt Disney Studios | France          | 2010        |
| Rex's Racer             | RC Racer       | Shanghai Disneyland      | Chine           | 2018        |
| Surfrider               | Surfrider 20 M | Wet'n'Wild Water World   | Australie       | 2007 - 2020 |
| Surfrider               | Surfrider 40 M | Atallah Happy Land Park  | Arabie saoudite | 2012        |
| Timmy's Half-Pipe Havoc | Surfrider 20 M | Nickelodeon Universe     | États-Unis      | 2019        |
| NC                      | Surfrider 20 M | Warner Bros. Movie World | Australie       | 2023        |

## Galerie

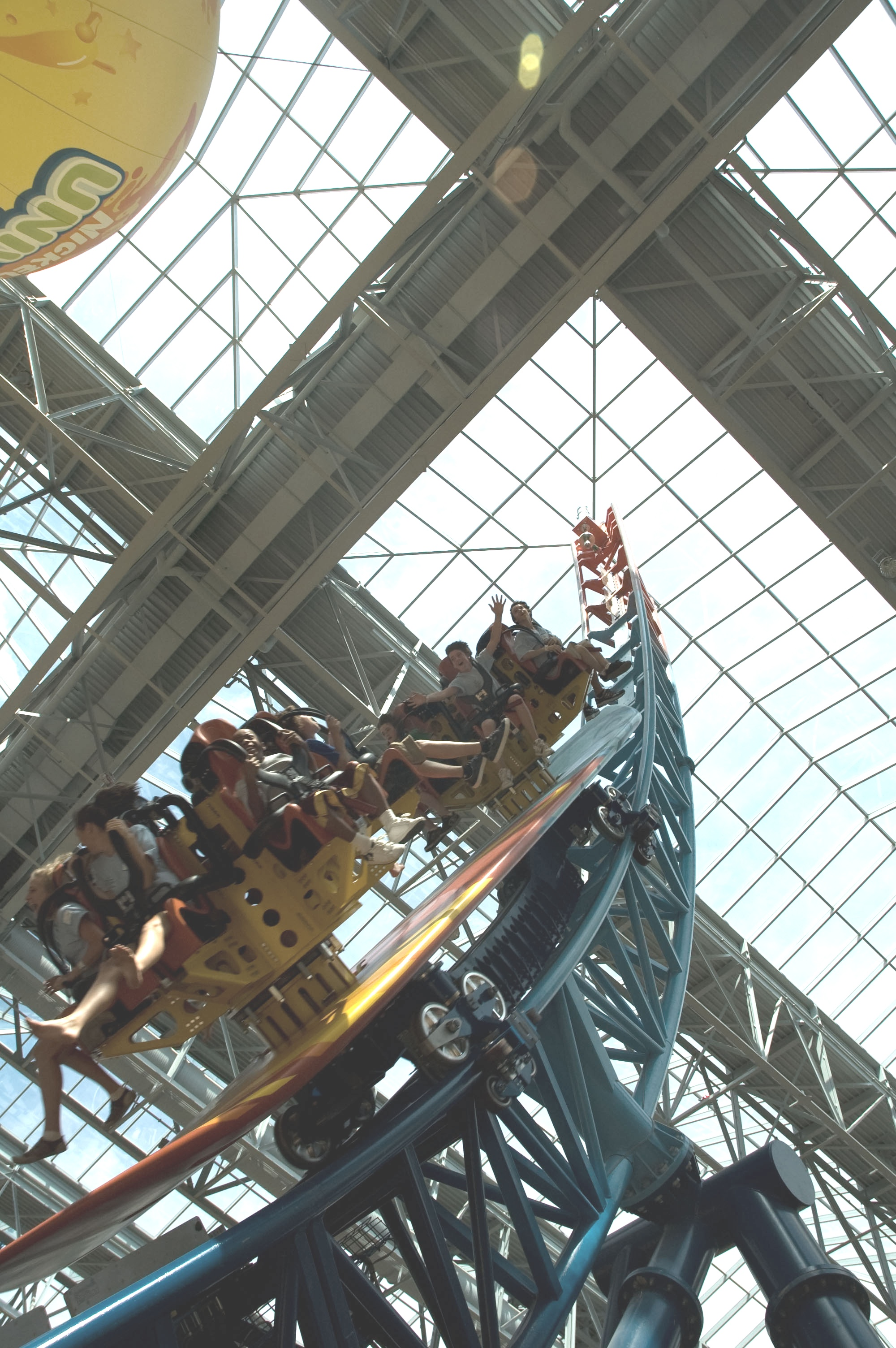
Avatar Airbender à Nickelodeon Universe.
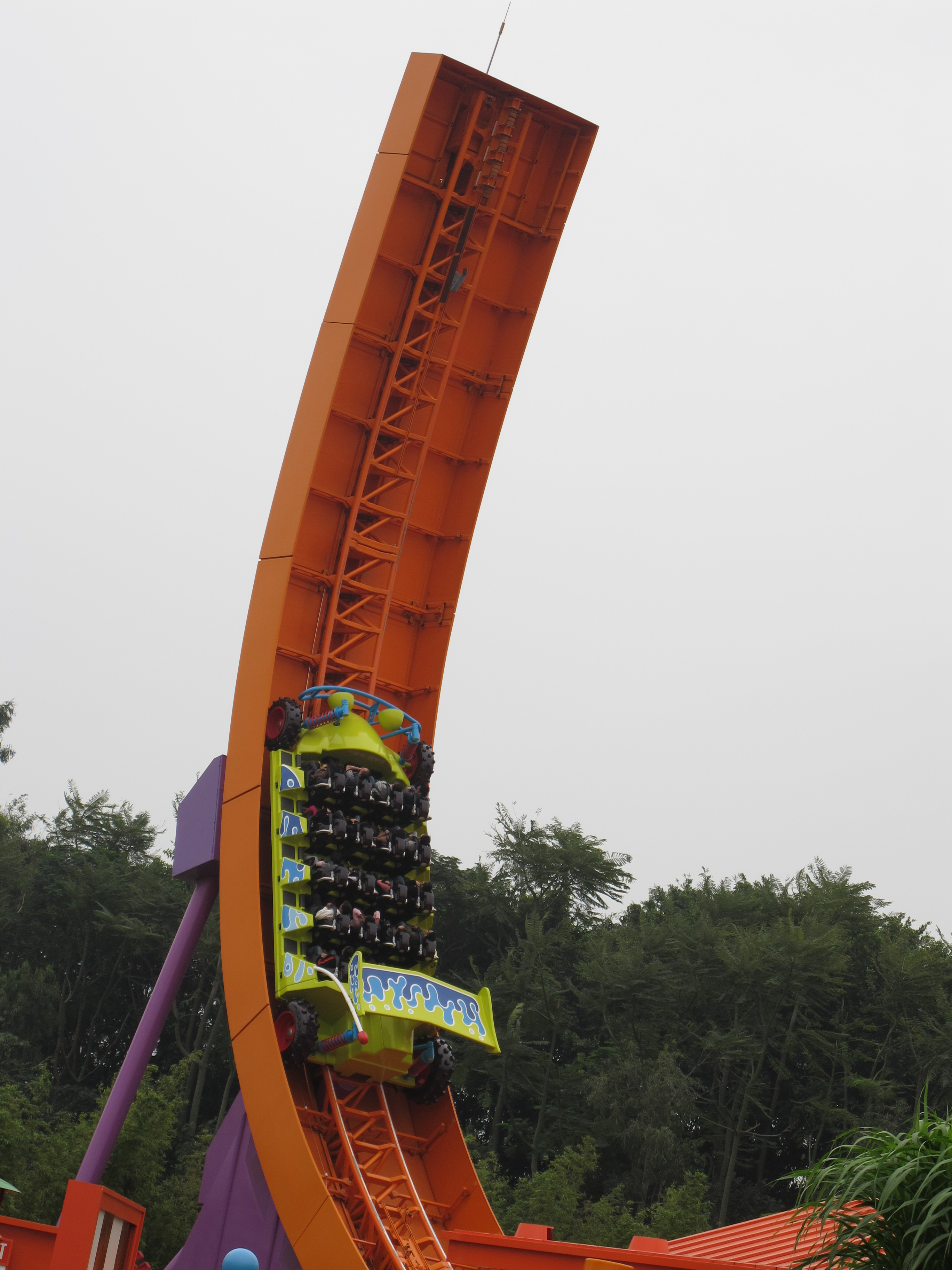
RC Racer à Hong Kong Disneyland.
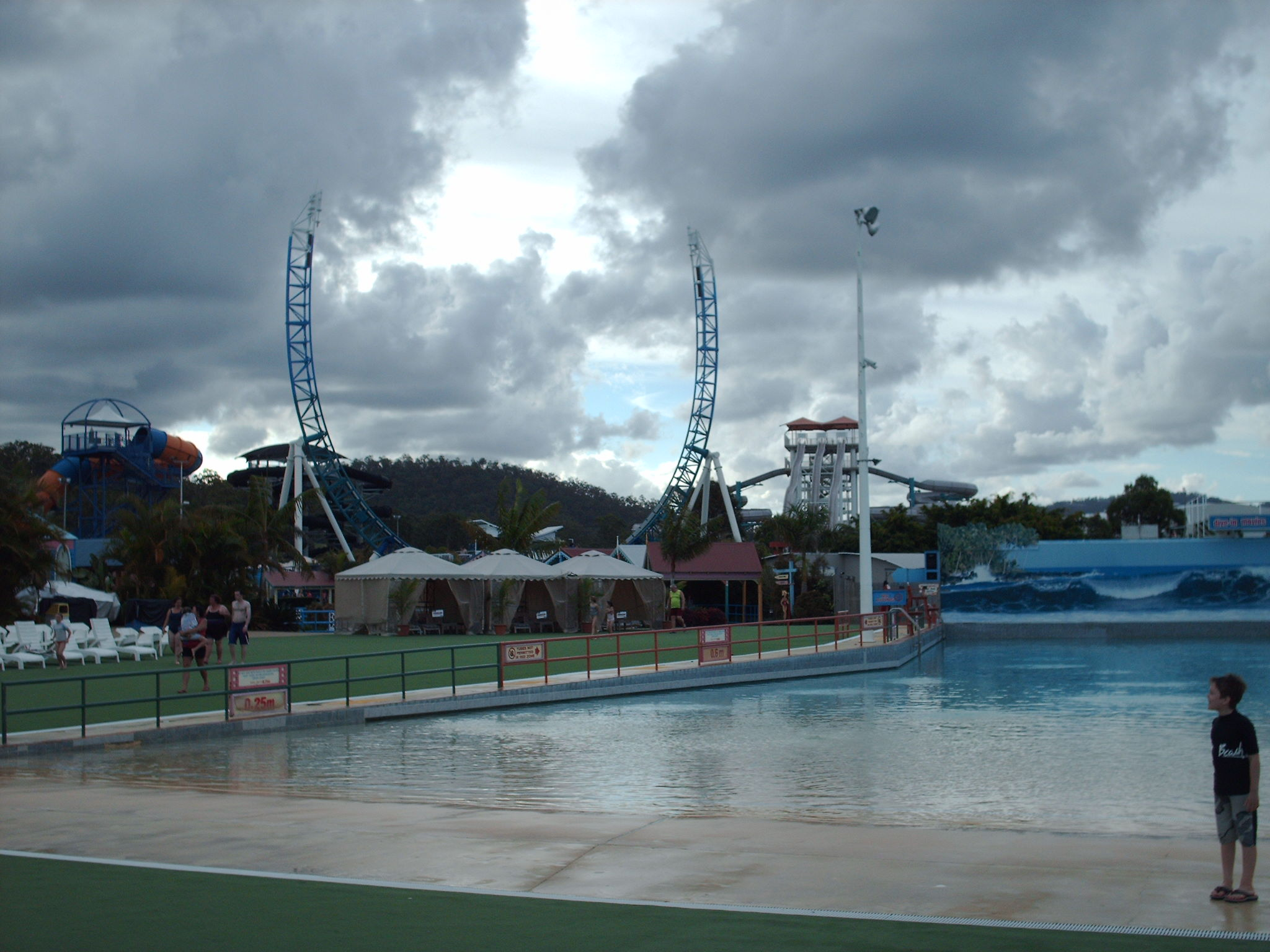
Surfrider à Wet'n'Wild Water World.
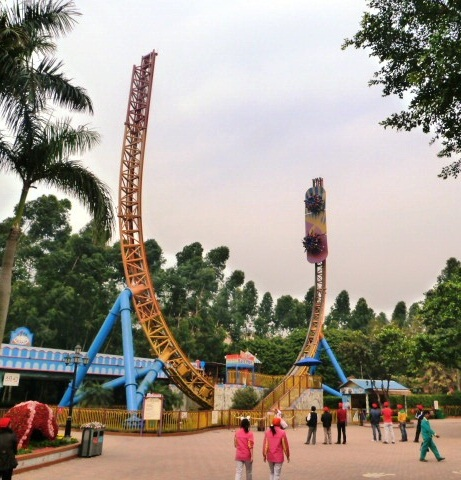
Half Pipe à Chimelong Paradise.
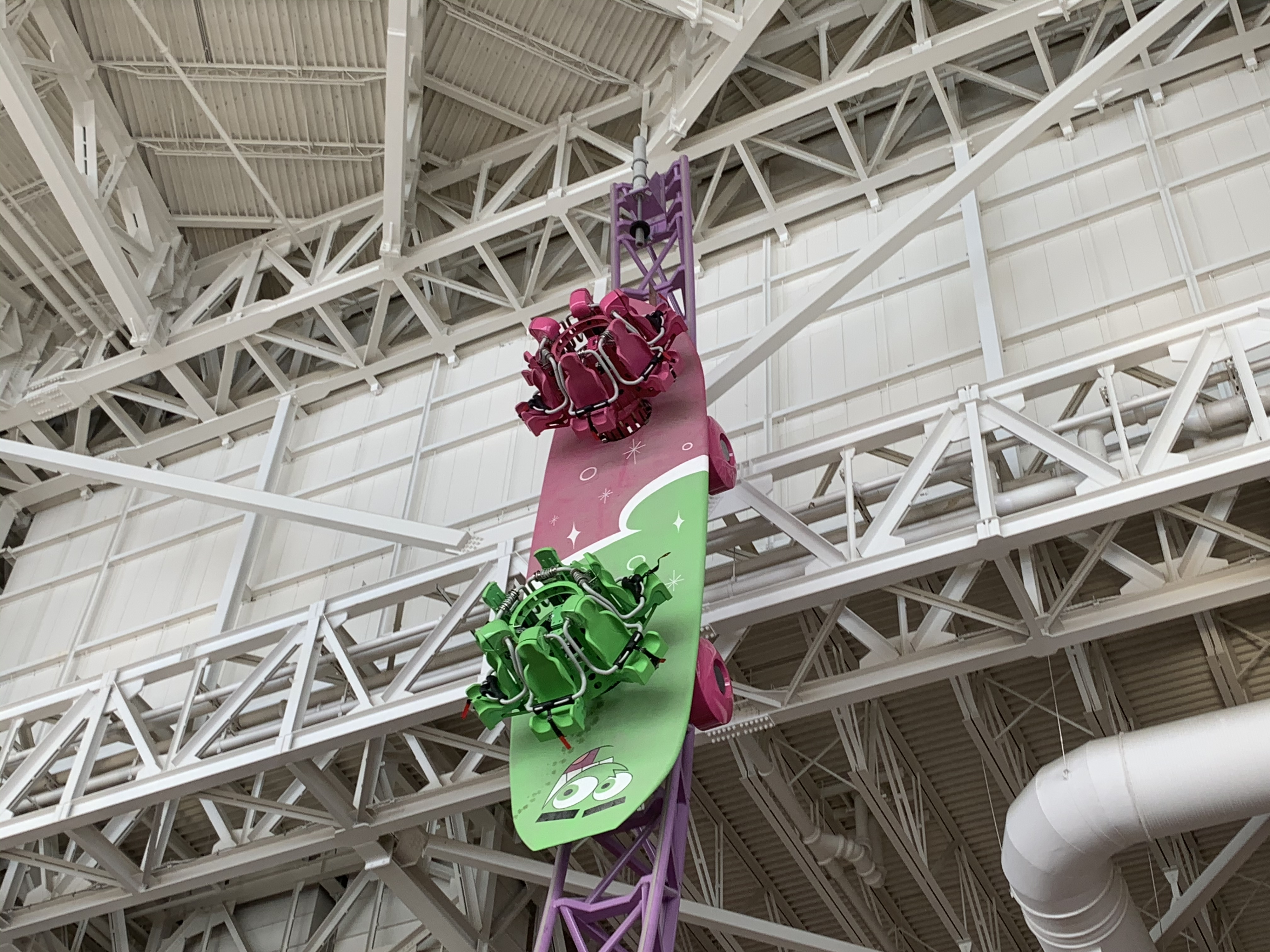
Timmy's Half-Pipe Havoc à Nickelodeon Universe